# Under Capricorn
Under Capricorn is een Britse film uit 1949, onder regie van Alfred Hitchcock met in de hoofdrol Ingrid Bergman. Het verhaal is gebaseerd op een toneelstuk van John Colton en Margaret Linden, dat op zijn beurt weer gebaseerd is op een roman van Helen Simpson.
Voor de première werd gedacht dat de film een thriller zou worden, maar het bleek uiteindelijk een dramafilm te zijn over een driehoeksverhouding.

## Verhaal
De Ier Charles Adare wil in 1831 een nieuw leven beginnen in Australië, waar zijn oom zojuist tot gouverneur is benoemd. Bij aankomst leert hij Samson Flusky kennen, een zakenman die ooit als veroordeeld gevangene naar Australië is gestuurd. Charles kent Samsons vrouw, Henrietta, nog van vroeger. Ze zijn samen opgegroeid in Ierland. Henrietta blijkt nu aan de drank geraakt te zijn en Samson hoopt dat haar weerzien met Charles haar erbovenop zal helpen. Milly, de huishoudster van Samson, is in het geheim verliefd op Charles en spoort Henrietta juist aan meer te drinken in de hoop dat de alcohol haar fataal zal worden zodat ze Charles voor zichzelf heeft.

## Rolverdeling
| Acteur            | Personage             |
| ----------------- | --------------------- |
| Ingrid Bergman    | Lady Henrietta Flusky |
| Joseph Cotten     | Sam Flusky            |
| Michael Wilding   | Charles Adare         |
| Margaret Leighton | Milly                 |
| Cecil Parker      | The Governor          |
| Denis O'Dea       | Mr. Corrigan          |
| Jack Watling      | Winter                |
| Harcourt Williams | De koetsier           |
| John Ruddock      | Mr. Potter            |
| Bill Shine        | Mr. Banks             |
| Victor Lucas      | The Reverend Smiley   |
| Ronald Adam       | Mr. Riggs             |
| Francis De Wolff  | Major Wilkins         |
| G.H. Mulcaster    | Dr. Macallister       |
| Olive Sloane      | Sal                   |
| Maureen Delaney   | Flo                   |
| Julia Lang        | Susan                 |
| Betty McDermott   | Martha                |

Hitchcock heeft twee cameo’s in de film: op het dorpsplein tijdens een parade, gekleed in een blauwe jas en bruine hoed, en 10 minuten later als een van de drie mannen voor het huis van de gouverneur.

## Achtergrond
Under Capricorn was Hitchcocks tweede film in technicolor. Hitchcock maakte voor de opnames gebruik van dezelfde lange scènes met een enkel camerastandpunt als in zijn vorige film, Rope (1948).
De verwachting van het publiek dat de film een thriller zou worden droeg bij aan het mislukken ervan. Dat de film niet goed werd bezocht is mogelijk ook te wijten aan het feit dat in 1949 Bergman een buitenechtelijke relatie bleek te hebben met de Italiaanse filmregisseur Roberto Rossellini. In het boek Truffaut/Hitchcock vertelt Hitchcock aan François Truffaut dat Under Capricorn een dermate grote mislukking was, dat de Bankers Trust Company, die de film had gefinancierd, de film kort na de première terugkocht en tot 1968 uit de roulatie nam. Tevens vermeldde hij dat volgens een recensent van The New York Times het publiek van de film bijna 100 minuten moest wachten op het eerste spannende moment. Volgens Peter Bogdanovich waren Franse critici die in de jaren 50 schreven voor Cahiers du cinéma juist erg te spreken over Under Capricorn.